# George Reber Wieland
George Reber Wieland (* 1865 in Boalsburg, Pennsylvania; † 1953) war ein US-amerikanischer Paläontologe und Paläobotaniker. Sein offizielles botanisches Autorenkürzel lautet „Wieland“.

## Leben

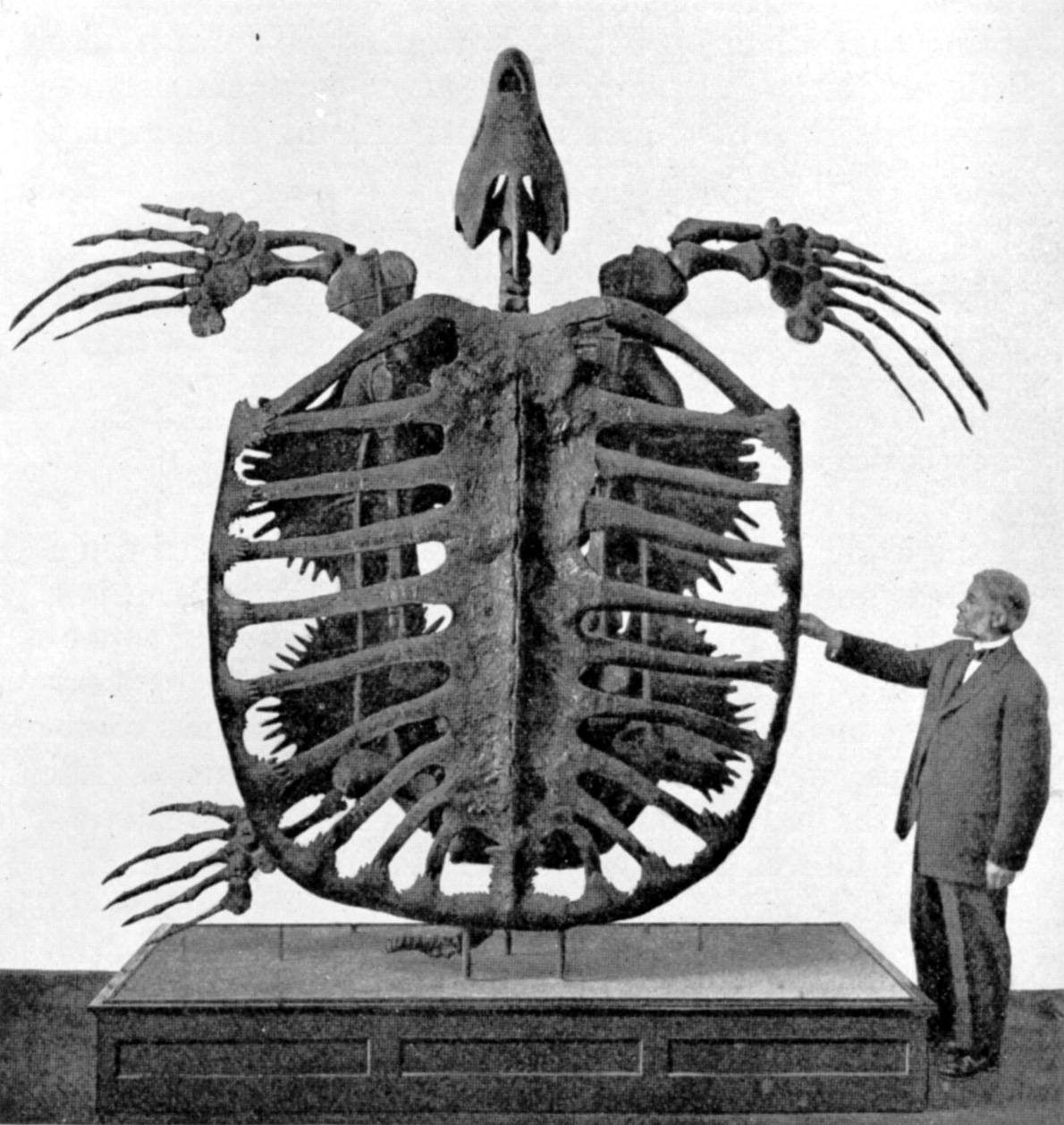
Wieland mit Archelon im Peabody Museum 1903

Wieland studierte am Pennsylvania State College, an der Universität Göttingen und der University of Pennsylvania. 1890 wurde er an der Yale University promoviert. In Yale sammelte er zunächst Wirbeltierfossilien in den Black Hills von South Dakota für Othniel Charles Marsh. Dort hatte der Botaniker Lester Ward 1893 auch einen versteinerten Wald von Cycadeoidaceae gefunden und durch seinen Einfluss wandte er sich der Paläobotanik zu und baute die große Sammlung dieser fossilen Pflanzengruppe in Yale weiter aus. Wieland wurde Spezialist für fossile Cycadeoidaceae und blieb als Research Associate bis in die 1940er Jahre in Yale am Peabody Museum.
Er schrieb ein Standardwerk über fossile Cycadeoidaceae (und seine Rekonstruktionen wurden in viele Paläobotanik-Bücher übernommen) und befasste sich auch mit der jurassischen Flora von Oxaca in Mexiko (besonders Glossopteris, die von der übrigen Glossopteris-Flora Gondwanas abweichen).
Außerdem befasste er sich mit fossilen Schildkröten und erstbeschrieb Archelon, Toxochelys, Osteopygis, Protostega und Lytoloma.

## Schriften
- American Fossil Cycads, 2 Bände, 1906, 1916